# Relations entre la Namibie et l'Union européenne
Les relations entre la Namibie et l’Union européenne reposent principalement sur l'aide au développement. 
Dans le cadre du 10e Fonds européen de développement (2008-2013), l'Union européenne a octroyé 103 millions d'euros à la Namibie afin de soutenir le développement rural et l'éducation. Ce montant fut augmenté de 20,6 millions d'euros lors de l'analyse à mi-parcours du 10e Fonds.

## Sources

## Compléments